# Lagrave
Pour les articles homonymes, voir Lagrave (homonymie).
Lagrave (La Grava en occitan) est une commune française située dans le département du Tarn, en région Occitanie.
Ses habitants sont nommés les Lagravois et les Lagravoises.
Lagrave est une commune rurale qui compte 2 275 habitants en 2022, après avoir connu une forte hausse de la population depuis 1962. Elle est dans l'agglomération de Marssac-sur-Tarn et fait partie de l'aire d'attraction d'Albi.

## Géographie

### Localisation
Commune de l'aire urbaine d'Albi dans l'unité urbaine de Marssac-sur-Tarn elle située entre Albi et Gaillac au bord du Tarn, sur la rive gauche à sa confluence avec la Saudronne.

### Communes limitrophes
Lagrave est limitrophe de six autres communes.
Les communes limitrophes sont  Brens, Cadalen, Florentin, Labastide-de-Lévis, Marssac-sur-Tarn et Rivières.
| Rivières | Labastide-de-Lévis | Marssac-sur-Tarn |
| Brens    | Lagrave            | Florentin        |
|          | Cadalen            |                  |

### Géologie et relief

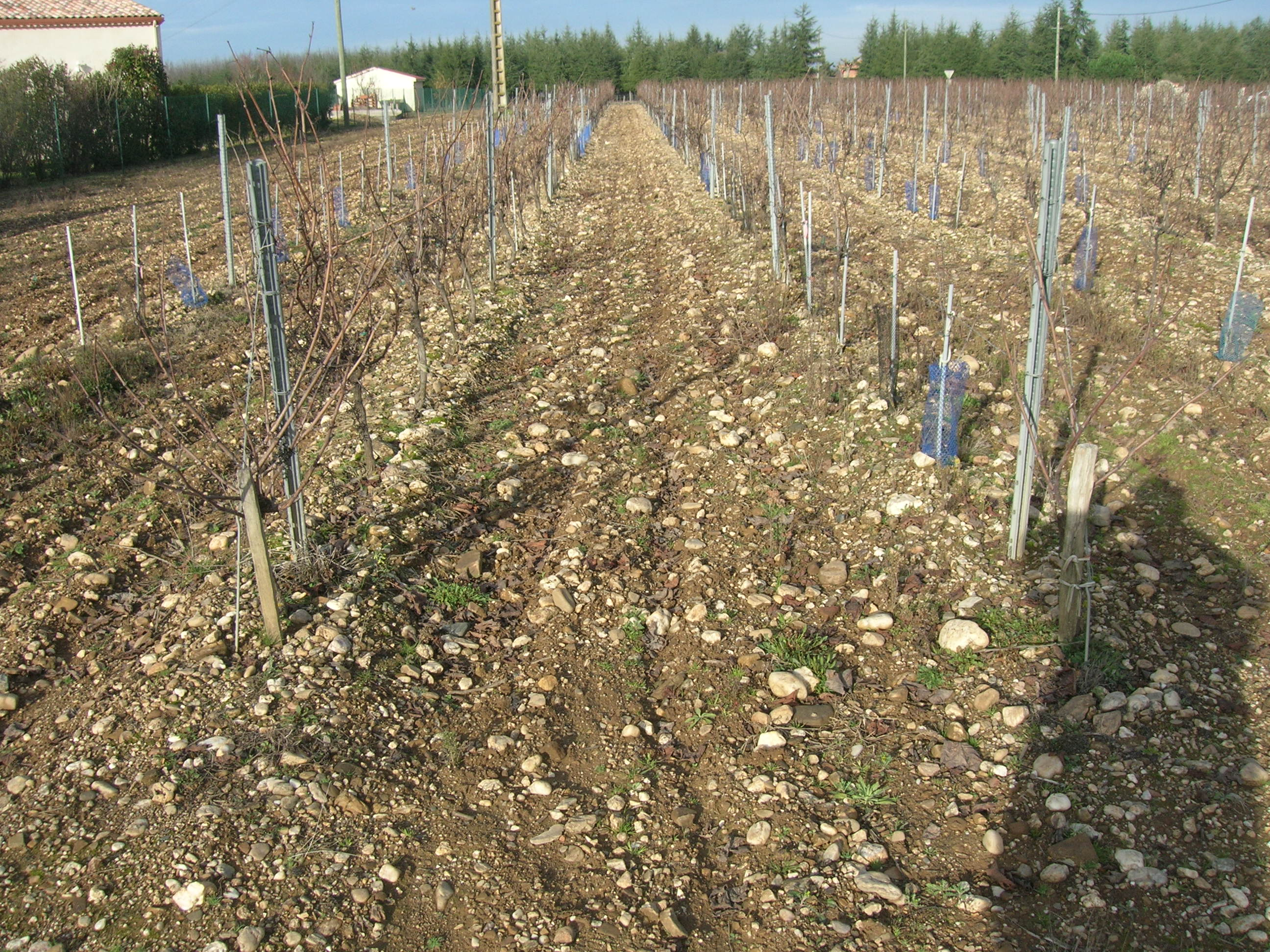
Terrain sablo-graveleux de la première terrasse du Tarn à Lagrave.

La superficie de la commune est de 946 hectares ; son altitude varie de 135  à   205 mètres.
La commune de Lagrave est établie sur un terrain sablo-graveleux de la première terrasse du Tarn.

### Voies de communication et transports
On accède à Lagrave par l'A68 (sortie no 10) et l'ancienne route nationale RN 88.
La ligne 712 du réseau régional liO assure la desserte de la commune, en la reliant à Albi et à Gaillac.

### Hydrographie
La commune est dans le bassin de la Garonne, au sein du bassin hydrographique Adour-Garonne. Elle est drainée par le Tarn, la Saudronne, le Luzert, le ruisseau Riou Frech et par deux petits cours d'eau, qui constituent un réseau hydrographique de 11 km de longueur totale,.
Le Tarn, d'une longueur totale de 380 km, prend sa source sur le mont Lozère, dans le nord de la commune du Pont de Montvert - Sud Mont Lozère en Lozère, et se jette dans la Garonne à Saint-Nicolas-de-la-Grave, en Tarn-et-Garonne.
La Saudronne, d'une longueur totale de 13,6 km, prend sa source dans la commune de Poulan-Pouzols et s'écoule du sud-est vers le nord-ouest. Elle traverse la commune et se jette dans le Tarn à Rivières, après avoir traversé 6 communes.
Le Luzert, d'une longueur totale de 12,7 km, prend sa source dans la commune de Sainte-Croix et s'écoule du nord-est au sud-ouest. Il traverse la commune et se jette dans le Tarn sur le territoire communal, après avoir traversé 7 communes.

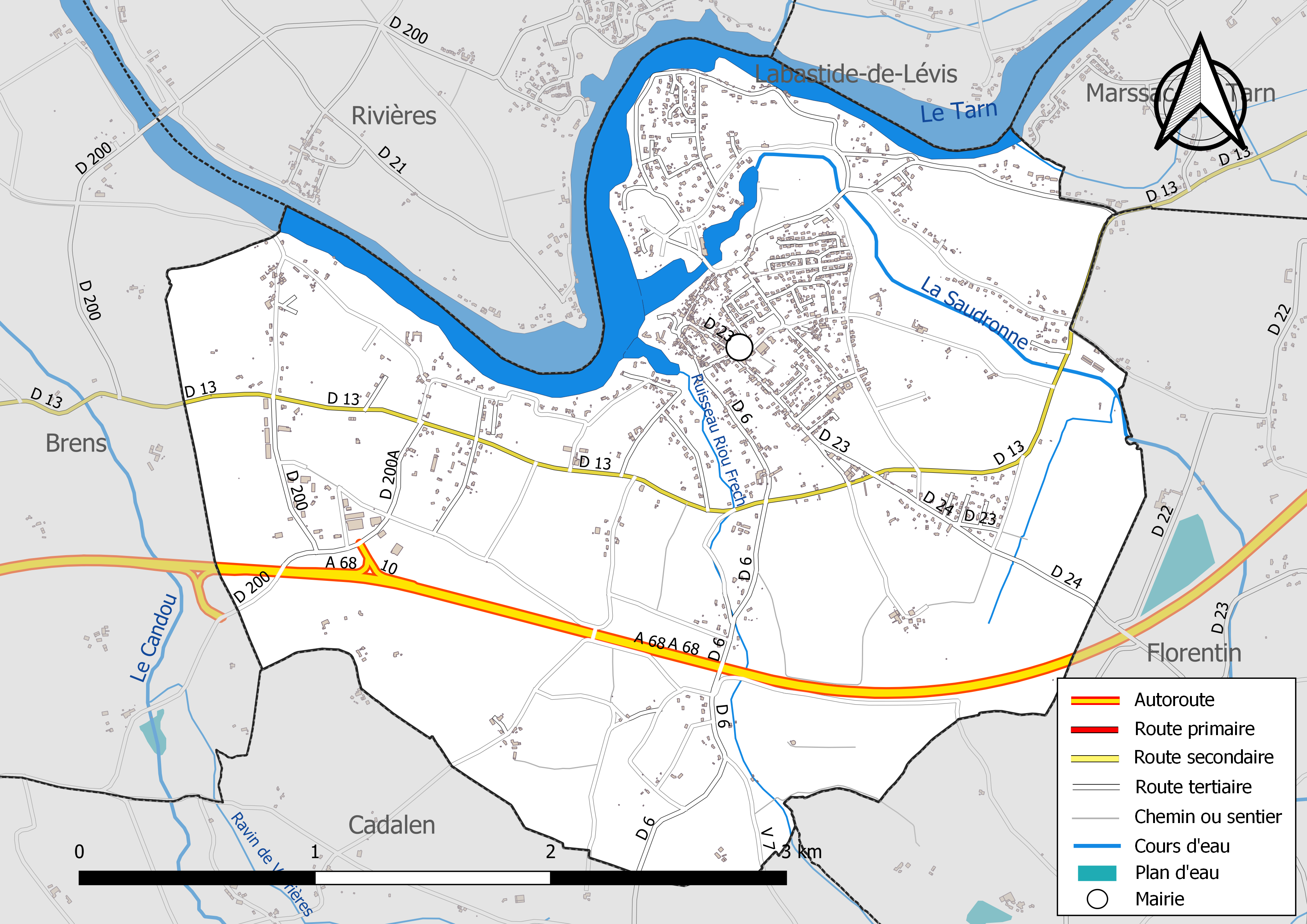
Réseaux hydrographique et routier de Lagrave.

### Climat
Pour des articles plus généraux, voir Climat de l'Occitanie et Climat du Tarn.
En 2010, le climat de la commune est de type climat du Bassin du Sud-Ouest, selon une étude du Centre national de la recherche scientifique s'appuyant sur une série de données couvrant la période 1971-2000. En 2020, Météo-France publie une typologie des climats de la France métropolitaine dans laquelle la commune est exposée à un climat océanique altéré et est dans la région climatique Aquitaine, Gascogne, caractérisée par une pluviométrie abondante au printemps, modérée en automne, un faible ensoleillement au printemps, un été chaud (19,5 °C), des vents faibles, des brouillards fréquents en automne et en hiver et des orages fréquents en été (15 à 20 jours).
Pour la période 1971-2000, la température annuelle moyenne est de 13,2 °C, avec une amplitude thermique annuelle de 16 °C. Le cumul annuel moyen de précipitations est de 758 mm, avec 10,5 jours de précipitations en janvier et 5,3 jours en juillet. Pour la période 1991-2020, la température moyenne annuelle observée sur la station météorologique de Météo-France la plus proche, « Albi », sur la commune du Sequestre à 9 km à vol d'oiseau, est de 13,8 °C et le cumul annuel moyen de précipitations est de 733,9 mm. 
La température maximale relevée sur cette station est de 42,3 °C, atteinte le 23 août 2023 ; la température minimale est de −20,4 °C, atteinte le 16 janvier 1985,,.
Les paramètres climatiques de la commune ont été estimés pour le milieu du siècle (2041-2070) selon différents scénarios d'émission de gaz à effet de serre à partir des nouvelles projections climatiques de référence DRIAS-2020. Ils sont consultables sur un site dédié publié par Météo-France en novembre 2022.

### Milieux naturels et biodiversité
L’inventaire des zones naturelles d'intérêt écologique, faunistique et floristique (ZNIEFF) a pour objectif de réaliser une couverture des zones les plus intéressantes sur le plan écologique, essentiellement dans la perspective d’améliorer la connaissance du patrimoine naturel national et de fournir aux différents décideurs un outil d’aide à la prise en compte de l’environnement dans l’aménagement du territoire.
Une ZNIEFF de type 1 est recensée sur la commune :
les « bords du Tarn à l'embouchure de la Saudronne » (75 ha), couvrant 3 communes du département et une ZNIEFF de type 2, : 
la « basse vallée du Tarn » (3 623 ha), couvrant 49 communes dont huit dans la Haute-Garonne, 20 dans le Tarn et 21 dans le Tarn-et-Garonne.

Carte des ZNIEFF de type 1 et 2 à Lagrave.
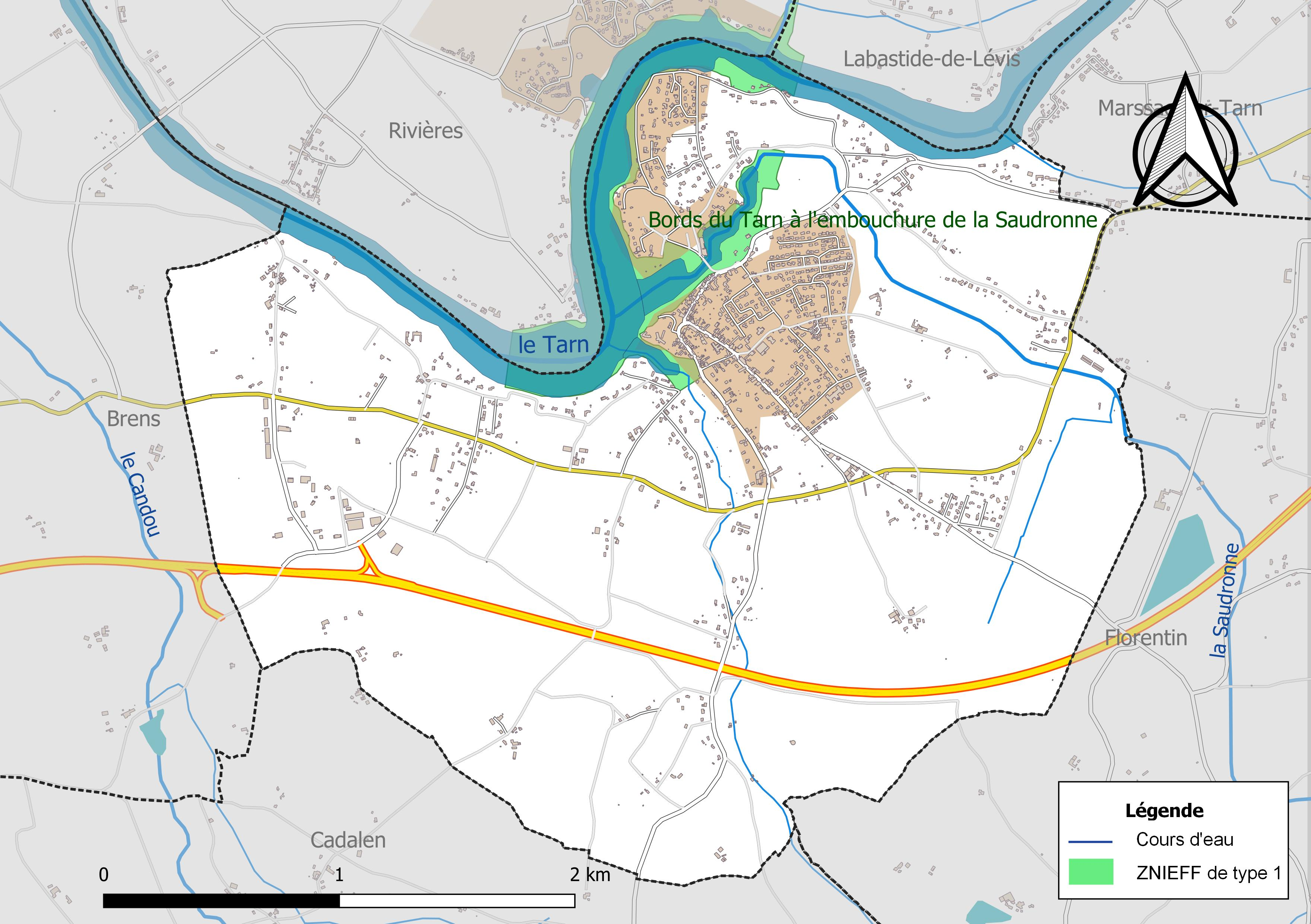
Carte de la ZNIEFF de type 1 sur la commune.
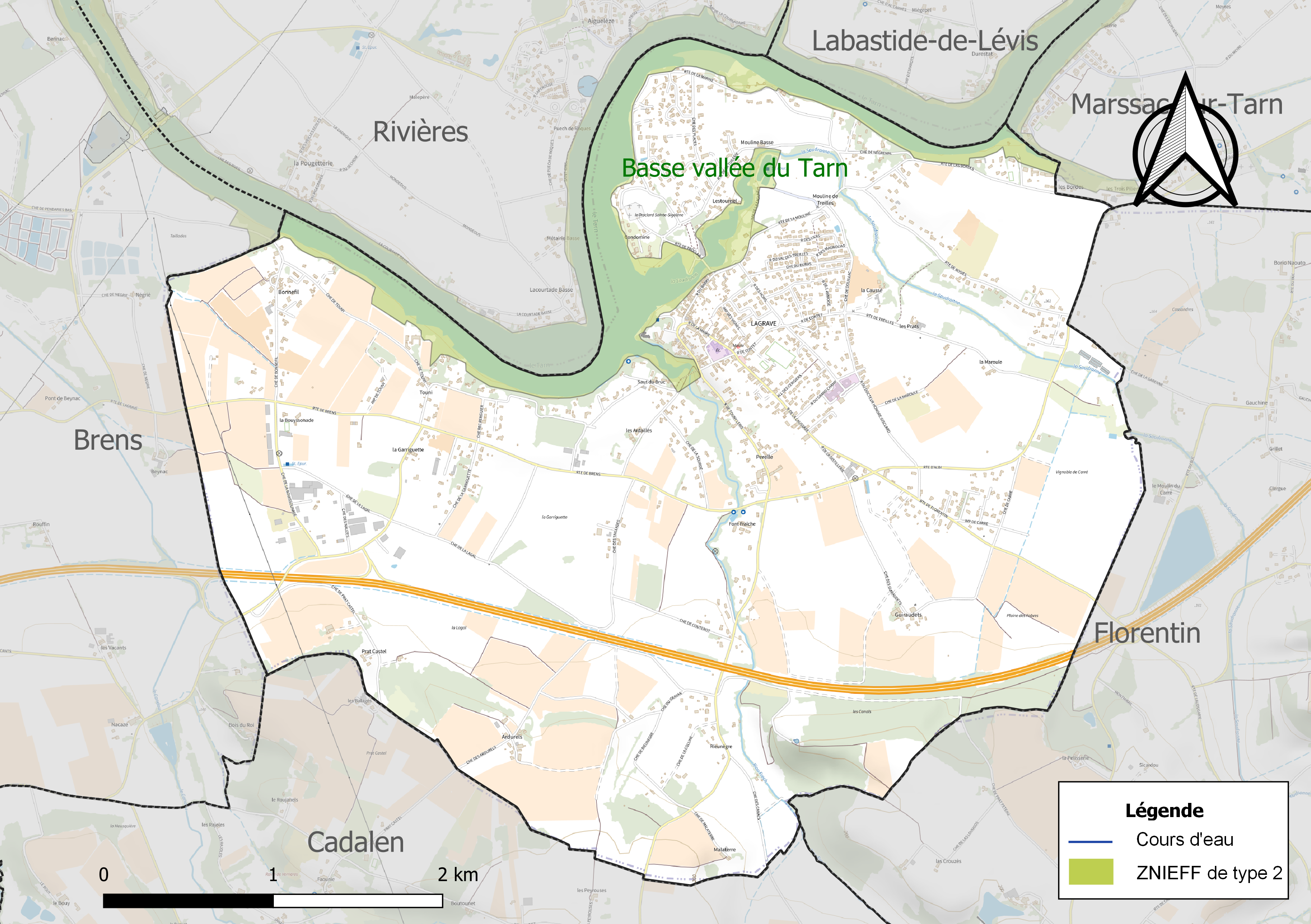
Carte de la ZNIEFF de type 2 sur la commune.

## Urbanisme

### Typologie
Au 1er janvier 2024, Lagrave est catégorisée bourg rural, selon la nouvelle grille communale de densité à sept niveaux définie par l'Insee en 2022.
Elle appartient à l'unité urbaine de Marssac-sur-Tarn, une agglomération intra-départementale regroupant quatre  communes, dont elle est ville-centre,,. Par ailleurs la commune fait partie de l'aire d'attraction d'Albi, dont elle est une commune de la couronne,. Cette aire, qui regroupe 91 communes, est catégorisée dans les aires de 50 000 à moins de 200 000 habitants,.

### Occupation des sols
L'occupation des sols de la commune, telle qu'elle ressort de la base de données européenne d’occupation biophysique des sols Corine Land Cover (CLC), est marquée par l'importance des territoires agricoles (77,3 % en 2018), en diminution par rapport à 1990 (84,4 %). La répartition détaillée en 2018 est la suivante : 
terres arables (53 %), cultures permanentes (13,8 %), zones agricoles hétérogènes (10,5 %), zones urbanisées (9,5 %), eaux continentales (5,8 %), zones industrielles ou commerciales et réseaux de communication (4,6 %), forêts (2,7 %). L'évolution de l’occupation des sols de la commune et de ses infrastructures peut être observée sur les différentes représentations cartographiques du territoire : la carte de Cassini (XVIIIe siècle), la carte d'état-major (1820-1866) et les cartes ou photos aériennes de l'IGN pour la période actuelle (1950 à aujourd'hui).

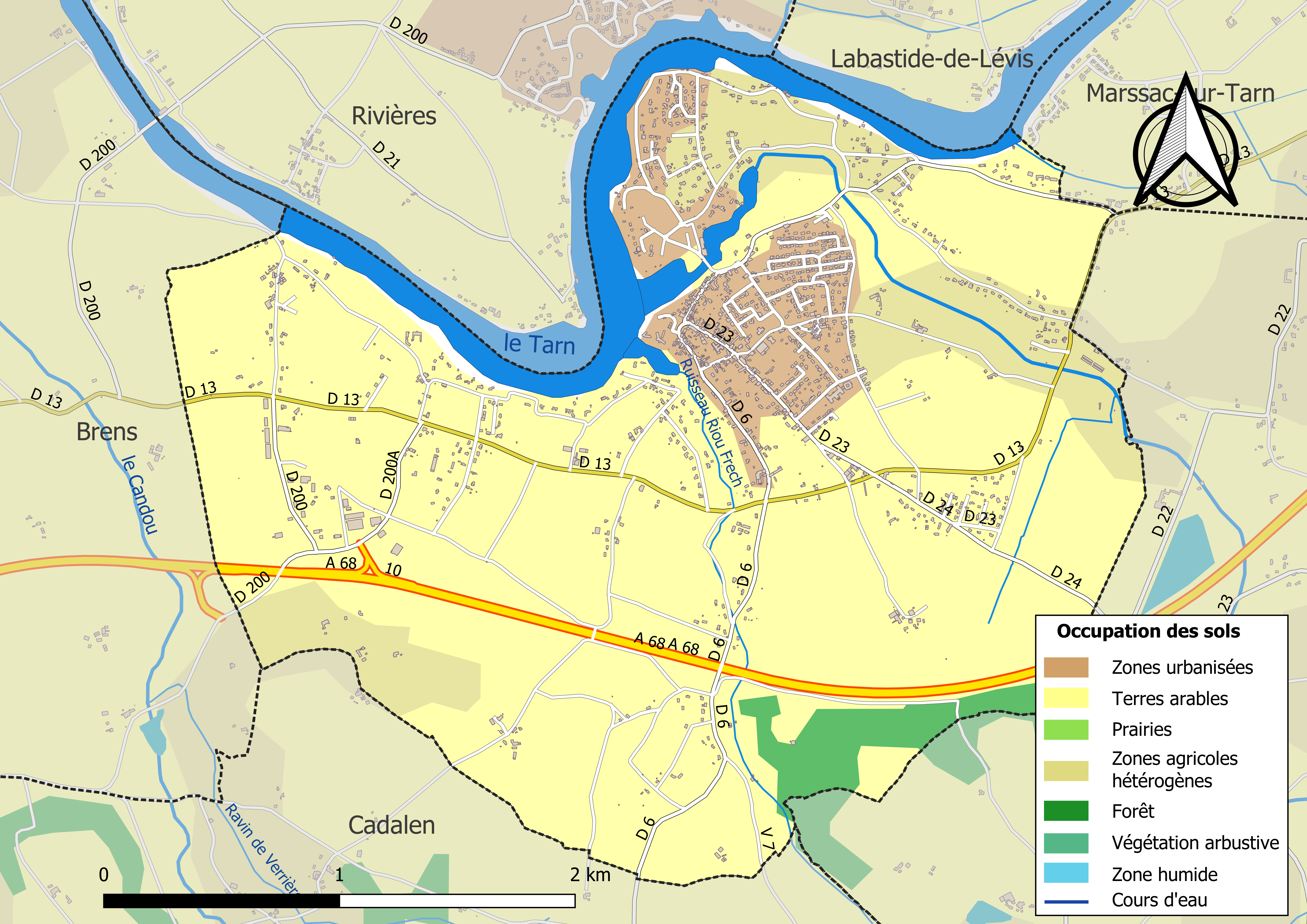
Carte des infrastructures et de l'occupation des sols de la commune en 2018 (CLC).

### Risques majeurs
Le territoire de la commune de Lagrave est vulnérable à différents aléas naturels : météorologiques (tempête, orage, neige, grand froid, canicule ou sécheresse), inondations, mouvements de terrains et séisme (sismicité très faible). Il est également exposé à un risque technologique, le transport de matières dangereuses. Un site publié par le BRGM permet d'évaluer simplement et rapidement les risques d'un bien localisé soit par son adresse soit par le numéro de sa parcelle.

#### Risques naturels
Certaines parties du territoire communal sont susceptibles d’être affectées par le risque d’inondation par débordement de cours d'eau, notamment le Tarn, le Luzert et la Saudronne. La cartographie des zones inondables en ex-Midi-Pyrénées réalisée dans le cadre du XIe Contrat de plan État-région, visant à informer les citoyens et les décideurs sur le risque d’inondation, est accessible sur le site de la DREAL Occitanie. La commune a été reconnue en état de catastrophe naturelle au titre des dommages causés par les inondations et coulées de boue survenues en 1982, 1988, 1992, 1994, 2000, 2001 et 2020,.
Lagrave est exposée au risque de feu de forêt. En 2022, il n'existe pas de Plan de Prévention des Risques incendie de forêt (PPRif). Le débroussaillement aux abords des maisons constitue l’une des meilleures protections pour les particuliers contre le feu,.

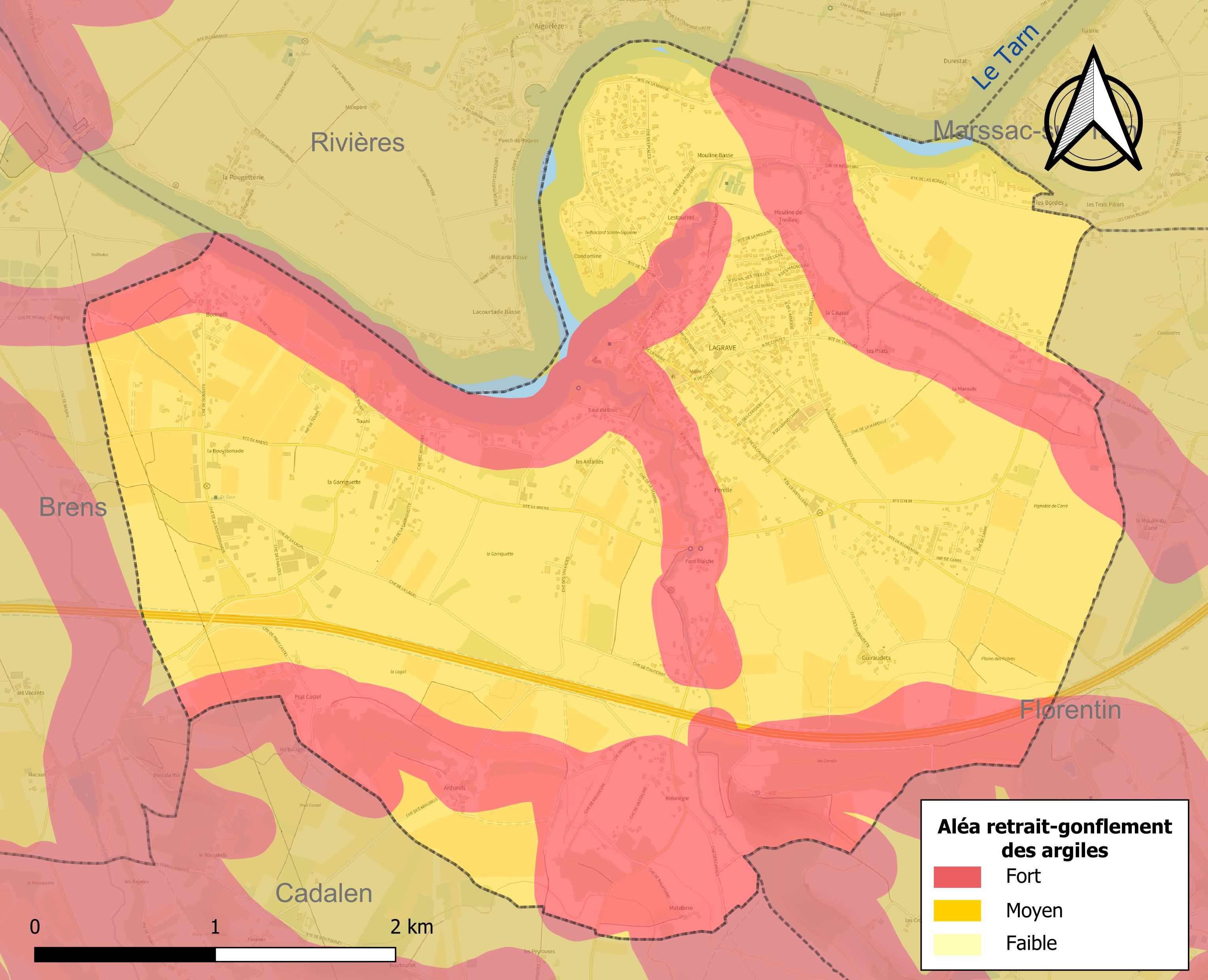
Carte des zones d'aléa retrait-gonflement des sols argileux de Lagrave.

La commune est vulnérable au risque de mouvements de terrains constitué principalement du retrait-gonflement des sols argileux. Cet aléa est susceptible d'engendrer des dommages importants aux bâtiments en cas d’alternance de périodes de sécheresse et de pluie. 99,5 % de la superficie communale est en aléa moyen ou fort (76,3 % au niveau départemental et 48,5 % au niveau national). Sur les 885 bâtiments dénombrés sur la commune en 2019, 885 sont en aléa moyen ou fort, soit 100 %, à comparer aux 90 % au niveau départemental et 54 % au niveau national. Une cartographie de l'exposition du territoire national au retrait gonflement des sols argileux est disponible sur le site du BRGM,.
Par ailleurs, afin de mieux appréhender le risque d’affaissement de terrain, l'inventaire national des cavités souterraines permet de localiser celles situées sur la commune.
Concernant les mouvements de terrains, la commune a été reconnue en état de catastrophe naturelle au titre des dommages causés par la sécheresse en 1989, 2003, 2011 et 2016, par des mouvements de terrain en 2020 et par des glissements de terrain en 1992.

#### Risques technologiques
Le risque de transport de matières dangereuses sur la commune est lié à sa traversée par des infrastructures routières ou ferroviaires importantes ou la présence d'une canalisation de transport d'hydrocarbures. Un accident se produisant sur de telles infrastructures est susceptible d’avoir des effets graves sur les biens, les personnes ou l'environnement, selon la nature du matériau transporté. Des dispositions d’urbanisme peuvent être préconisées en conséquence.

## Toponymie
« Lagrave » est la francisation du toponyme occitan La Grava qui signifie « gravier, terrain graveleux ». Le nom est donc le même que "La Grave" dans les Hautes-Alpes.

## Histoire
Préhistoire : les terrasses qui entourent la plaine du village ont connu une occupation humaine depuis les temps les plus reculés. Les lieux-dits Nareille, Las Peyrouses, les Ganelles, Les Gounelles sont connus pour leur station préhistorique.
Les Romains : au Ier siècle av. J.-C., Jules César fit la conquête du pays tarnais. L'occupation romaine dura cinq siècles au cours desquels Rome imposa son droit et sa langue. Cette présence à Lagrave est attestée par la découverte de médailles et de pièces de monnaie frappées sous les empereurs romains Claude, Titus, Trajan, Septime Sévère ou encore Auguste.

### Héraldique
| Blason de Lagrave | Son blasonnement est : D'azur à la croix d'argent, chargée d'une crosse épiscopale de gueules, cantonnée au premier et au quatrième de deux fasces ondées d'argent, au deuxième et au troisième d'une grappe de raisin d'or. |

## Politique et administration

### Administration municipale
Le nombre d'habitants au recensement de 2011 étant compris entre 1 500 habitants et 2 499 habitants, le nombre de membres du conseil municipal pour l'élection de 2014 est de dix neuf,.

### Rattachements administratifs et électoraux
La commune faisait partie de la communauté de communes Tarn et Dadou entre 1992 et 2016, elle devient membre de Gaillac Graulhet Agglo à partir de 2017. Par ailleurs, elle intègre le canton des Deux Rives à l'issue du redécoupage cantonal de 2014. Auparavant, Lagrave faisait partie du canton de Gaillac.

### Liste des maires
| Période                                  | Période  | Identité       | Étiquette | Qualité                                                                                    |
| ---------------------------------------- | -------- | -------------- | --------- | ------------------------------------------------------------------------------------------ |
| 1945                                     | 1959     | Léon Rivals    |           |                                                                                            |
| 1959                                     | 1965     | Georges Brunet |           |                                                                                            |
| 1965                                     | 1991     | Charles Piol   |           |                                                                                            |
| 1991                                     | En cours | Max Moulis     | DVG       | Directeur divisionnaire des impôts retraité Président de la CC Tarn et Dadou (2001 → 2008) |
| Les données manquantes sont à compléter. |          |                |           |                                                                                            |

## Population et société

### Démographie
| 1793 | 1800 | 1806 | 1821 | 1831 | 1836 | 1841 | 1846 | 1851 |
| ---- | ---- | ---- | ---- | ---- | ---- | ---- | ---- | ---- |
| 500  | 506  | 618  | 646  | 769  | 804  | 820  | 802  | 740  |

| 1856 | 1861 | 1866 | 1872 | 1876 | 1881 | 1886 | 1891 | 1896 |
| ---- | ---- | ---- | ---- | ---- | ---- | ---- | ---- | ---- |
| 713  | 710  | 651  | 670  | 681  | 701  | 672  | 622  | 622  |

| 1901 | 1906 | 1911 | 1921 | 1926 | 1931 | 1936 | 1946 | 1954 |
| ---- | ---- | ---- | ---- | ---- | ---- | ---- | ---- | ---- |
| 627  | 614  | 579  | 571  | 575  | 596  | 566  | 535  | 578  |

| 1962 | 1968 | 1975 | 1982 | 1990 | 1999  | 2006  | 2008  | 2013  |
| ---- | ---- | ---- | ---- | ---- | ----- | ----- | ----- | ----- |
| 561  | 618  | 630  | 816  | 940  | 1 264 | 1 661 | 1 774 | 2 007 |

| 2018  | 2022  | - | - | - | - | - | - | - |
| ----- | ----- | - | - | - | - | - | - | - |
| 2 153 | 2 275 | - | - | - | - | - | - | - |

| selon la population municipale des années : | 1968 | 1975 | 1982 | 1990 | 1999 | 2006 | 2009 | 2013 |
| Rang de la commune dans le département      | 76   | 82   | 67   | 60   | 48   | 43   | 38   | 37   |
| Nombre de communes du département           | 326  | 324  | 324  | 324  | 324  | 323  | 323  | 323  |

### Enseignement
Lagrave fait partie de l'académie de Toulouse.
La commune possède un groupe scolaire : maternelle et élémentaire.

### Santé
Sur le territoire de la commune se trouve la Maison de retraite le Grand Champ. Depuis début 2021, on trouve aussi une maison de santé.

### Culture et festivité
Zone de loisirs, comité des fêtes, bibliothèque, archéologie, théâtre, musique,

### Sports
Badminton, Basketball, Danse, Football, Tennis, Tir

### Écologie et recyclage
La collecte et le traitement des déchets des ménages et des déchets assimilés ainsi que la protection et la mise en valeur de l'environnement se font dans le cadre de la [[communauté d'agglomération Gaillac Graulhet]]

## Économie

### Revenus
En 2018, la commune compte 862 ménages fiscaux, regroupant 2 175 personnes. La médiane du revenu disponible par unité de consommation est de 23 140 € (20 400 € dans le département). 53 % des ménages fiscaux sont imposés (42,8 % dans le département).

### Emploi
|                | 2008  | 2013  | 2018  |
| -------------- | ----- | ----- | ----- |
| Commune        | 4,4 % | 6,7 % | 7,5 % |
| Département    | 8,2 % | 9,9 % | 10 %  |
| France entière | 8,3 % | 10 %  | 10 %  |

En 2018, la population âgée de 15 à 64 ans s'élève à 1 256 personnes, parmi lesquelles on compte 79,7 % d'actifs (72,2 % ayant un emploi et 7,5 % de chômeurs) et 20,3 % d'inactifs,. Depuis 2008, le taux de chômage communal (au sens du recensement) des 15-64 ans est inférieur à celui de la France et du département.
La commune fait partie de la couronne de l'aire d'attraction d'Albi, du fait qu'au moins 15 % des actifs travaillent dans le pôle,. Elle compte 524 emplois en 2018, contre 476 en 2013 et 418 en 2008. Le nombre d'actifs ayant un emploi résidant dans la commune est de 913, soit un indicateur de concentration d'emploi de 57,4 % et un taux d'activité parmi les 15 ans ou plus de 57,7 %.
Sur ces 913 actifs de 15 ans ou plus ayant un emploi, 153 travaillent dans la commune, soit 17 % des habitants. Pour se rendre au travail, 91,3 % des habitants utilisent un véhicule personnel ou de fonction à quatre roues, 1,8 % les transports en commun, 2,6 % s'y rendent en deux-roues, à vélo ou à pied et 4,3 % n'ont pas besoin de transport (travail au domicile).

### Activités hors agriculture

#### Secteurs d'activités
320 établissements sont implantés  à Lagrave au 31 décembre 2019. Le tableau ci-dessous en détaille le nombre par secteur d'activité et compare les ratios avec ceux du département,.
| Secteur d'activité                                                                                        | Commune | Commune | Département |
| Secteur d'activité                                                                                        | Nombre  | %       | %           |
| --- | ------- | ------- | ----------- |
| Ensemble                                                                                                  | 320     | 100 %   | (100 %)     |
| Industrie manufacturière, industries extractives et autres                                                | 123     | 38,4 %  | (13 %)      |
| Construction                                                                                              | 43      | 13,4 %  | (12,5 %)    |
| Commerce de gros et de détail, transports, hébergement et restauration                                    | 49      | 15,3 %  | (26,7 %)    |
| Information et communication                                                                              | 7       | 2,2 %   | (2,1 %)     |
| Activités financières et d'assurance                                                                      | 13      | 4,1 %   | (3,3 %)     |
| Activités immobilières                                                                                    | 8       | 2,5 %   | (4,2 %)     |
| Activités spécialisées, scientifiques et techniques et activités de services administratifs et de soutien | 46      | 14,4 %  | (13,8 %)    |
| Administration publique, enseignement, santé humaine et action sociale                                    | 21      | 6,6 %   | (15,5 %)    |
| Autres activités de services                                                                              | 10      | 3,1 %   | (9 %)       |

Le secteur de l'industrie manufacturière, des industries extractives et autres est prépondérant sur la commune puisqu'il représente 38,4 % du nombre total d'établissements de la commune (123 sur les 320 entreprises implantées  à Lagrave), contre 13 % au niveau départemental.

#### Entreprises et commerces
Les cinq entreprises ayant leur siège social sur le territoire communal qui génèrent le plus de chiffre d'affaires en 2020 sont : 
- Amarenco Construction, ingénierie, études techniques (53 834 k€)
- Verts Loisirs, centrales d'achat non alimentaires (14 504 k€)
- Amarenco France, fonds de placement et entités financières similaires (5 112 k€)
- Brassemonte Energies, production d'électricité (2 853 k€)
- Amarenco Services, ingénierie, études techniques (2 346 k€)

### Agriculture
La commune est dans le Gaillacois, une petite région agricole au sous-sol argilo-graveleux et/ou calcaire dédiée à la viticulture depuis plus de 2000 ans, située dans le centre-ouest du département du Tarn. En 2020, l'orientation technico-économique de l'agriculture  sur la commune est la viticulture.
|               | 1988 | 2000 | 2010 | 2020 |
| ------------- | ---- | ---- | ---- | ---- |
| Exploitations | 27   | 19   | 14   | 11   |
| SAU (ha)      | 514  | 483  | 415  | 310  |

Le nombre d'exploitations agricoles en activité et ayant leur siège dans la commune est passé de 27 lors du recensement agricole de 1988  à 19 en 2000 puis à 14 en 2010 et enfin à 11 en 2020, soit une baisse de 59 % en 32 ans. Le même mouvement est observé à l'échelle du département qui a perdu pendant cette période 58 % de ses exploitations,. La surface agricole utilisée sur la commune a également diminué, passant de 514 ha en 1988 à 310 ha en 2020. Parallèlement la surface agricole utilisée moyenne par exploitation a augmenté, passant de 19 à 28 ha.

## Culture locale et patrimoine

### Lieux et monuments

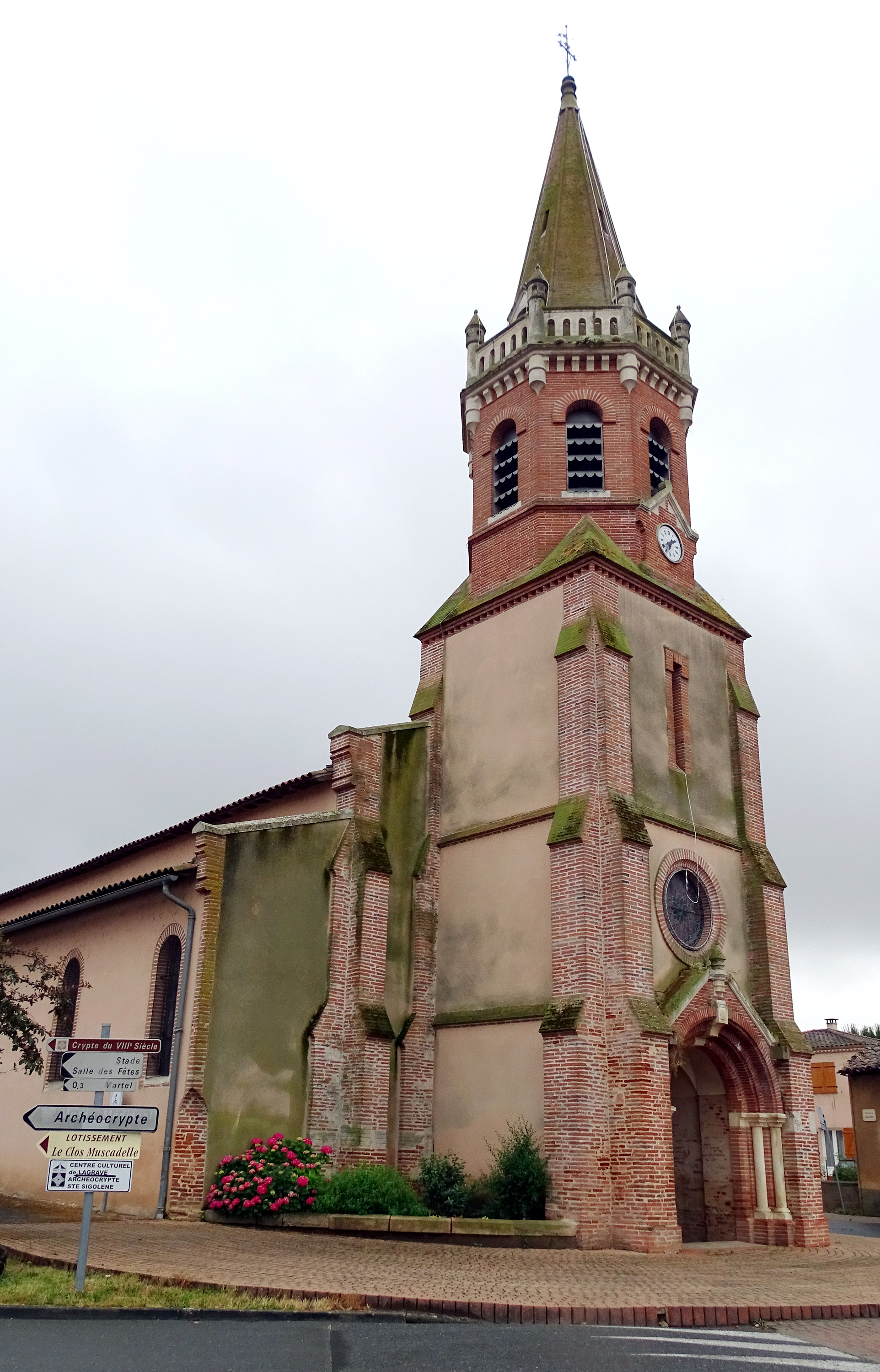
Église de Lagrave.

- Église Sainte-Sigolène de Lagrave.
- Site archéologique de Sainte-Sigolène, site archéologique inscrit au titre des monuments historiques depuis 1994[44], situé dans le cimetière de Lagrave, qui atteste la présence d'un monastère de moniales au lieu-dit Troclar, fondé au VIIe siècle. Les vestiges archéologiques permettent de découvrir la crypte, peinte très certainement à l'époque romane (XIe siècle) où reposait le corps de la sainte fondatrice du monastère, Sigolène.
- L'archéocrypte Sainte-Sigolène, située dans le centre culturel, présente le résultat des fouilles archéologiques et l'histoire de la commune de Lagrave. De nombreux objets retraçant la vie quotidienne du haut Moyen Âge, ils proviennent des fouilles du monastère du village de Troclar (VIIe-XIIe siècle), y sont exposés.

Au cœur du vignoble millénaire de Gaillac, le village de Lagrave garde une solide tradition viticole. Là, sur les terrasses de la rive gauche du Tarn, les sols de graves, d'où le nom du village, offrent une aire de prédilection pour la culture de la vigne.
La protection du patrimoine naturel est assurée par la présence d'une zone naturelle d'intérêt écologique, faunistique et floristique (ZNIEFF) en bordure du Tarn, la Roselière de la Condomine. La Roselière est un grand réservoir d'eau naturel de 35 ha présentant différents points d'intérêt pour la sauvegarde et la protection de certaines espèces animales et végétales :
- un intérêt ornithologique par la présence de hérons cendrés, de hérons blongios, de poules d'eau, de mésanges rémiz recensés en 1986 ;
- un intérêt mammalogique avec le recensement dans les années 1970 de loutres ;
- un intérêt herpétologique avec la présence de rainettes méridionales.

### Personnalités liées à la commune
- Adrienne Fidelin, modèle et une danseuse morte dans la commune.
- Ségolène de Troclar (ou Sigolène), fondatrice du monastère de Troclar de Lagrave.
- Sicard Alaman, seigneur de Labastide-de-Lévis.
- Claude Mademba Sy, Résistant mort dans la commune.

### Lagrave dans l'art
Le peintre Georges Gaudion a réalisé deux tableaux, sur ce sujet, visibles au Musée du Pays rabastinois à Rabastens.

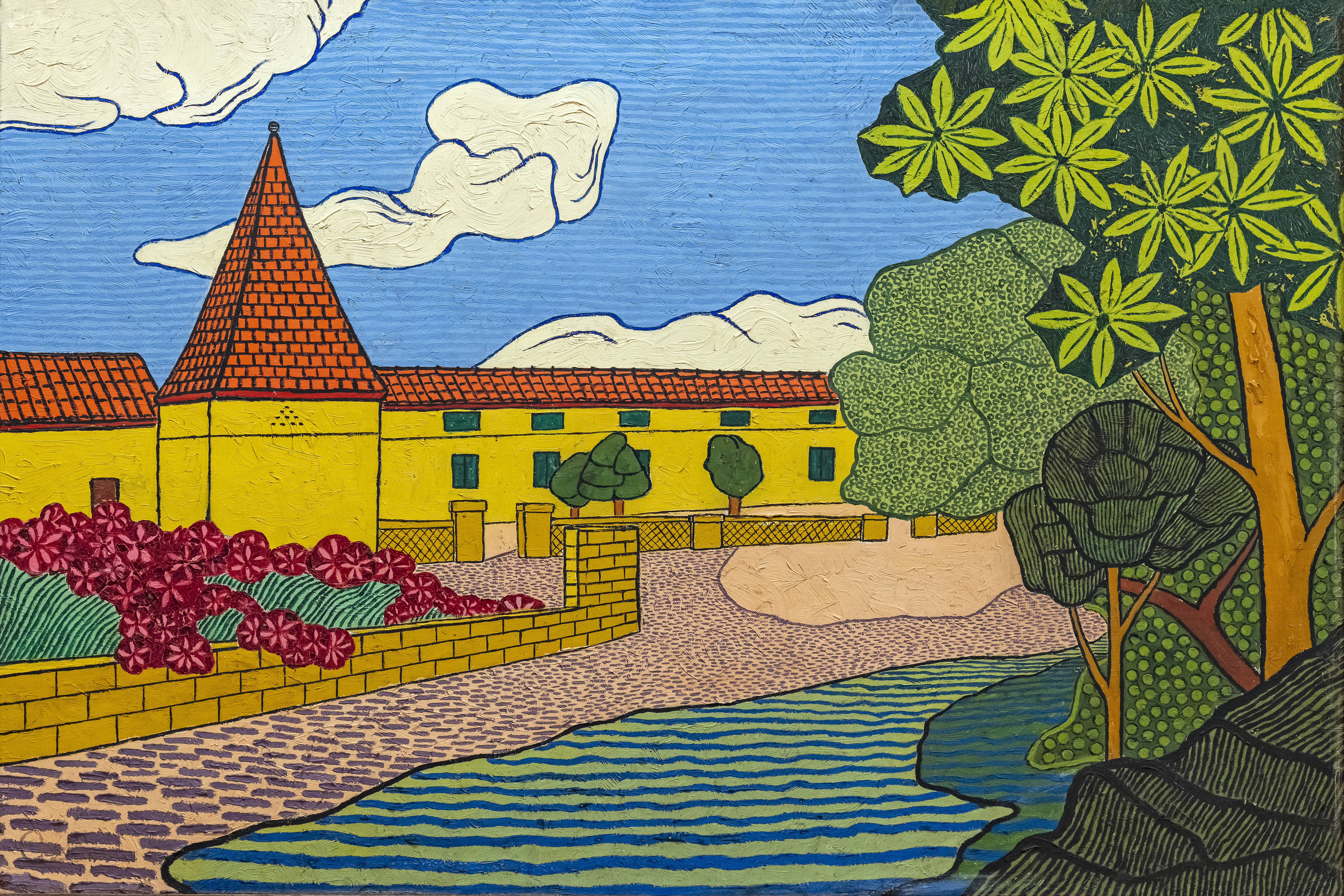
Le domaine de Touny-les Roses à Lagrave
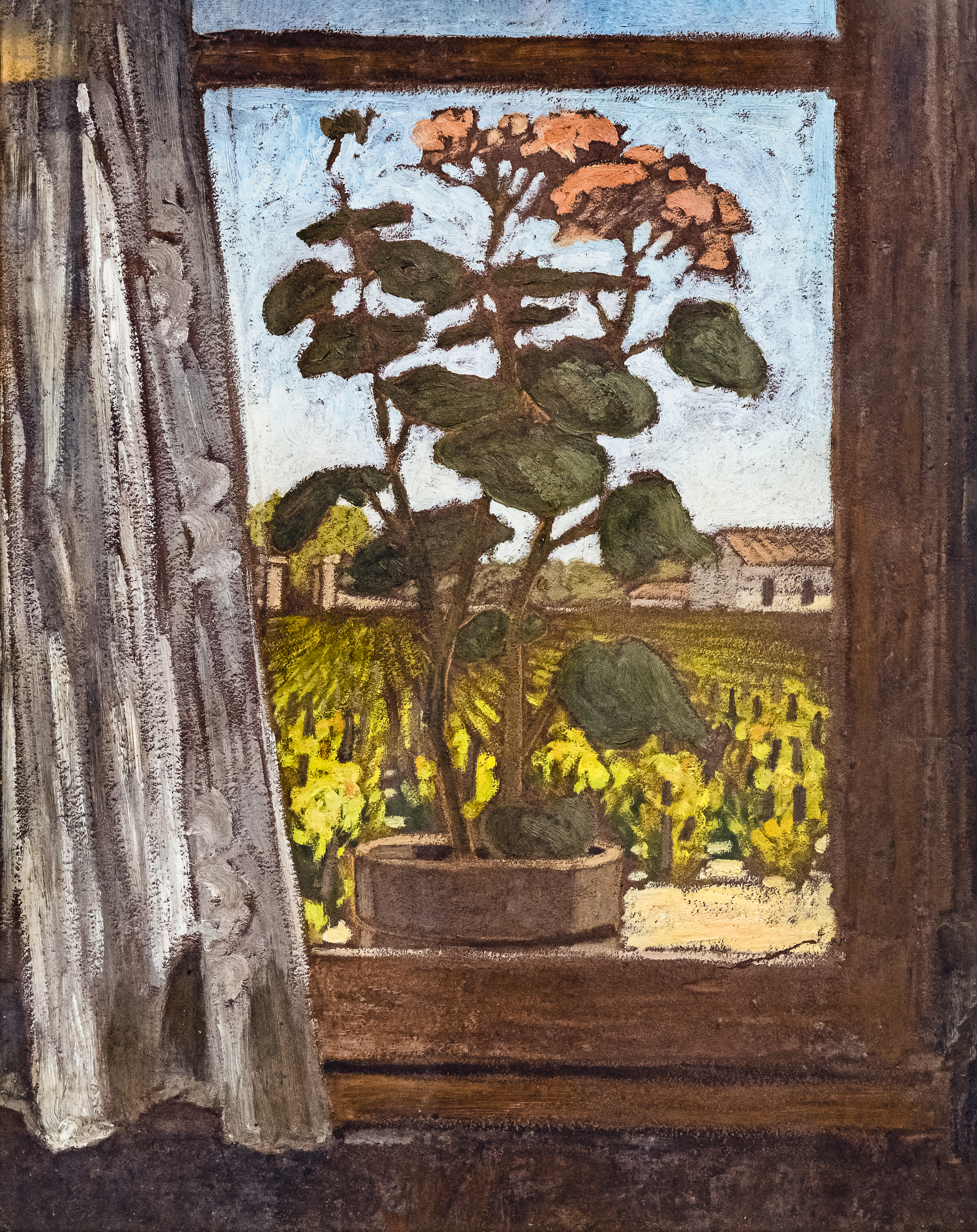
Rosier et Vignes à Touny-les Roses